# Чемпіонат Європи з футболу 2016 (кваліфікаційний раунд, група D)
Матчі Групи D кваліфікаційного раунду Євро-2016 тривали з вересня 2014 по жовтень 2015. Путівки на турнір здобули збірні Німеччини та Польщі, а збірній Ірландії необхідно зіграти в матчах плей-оф для можливості участі в Євро.
| М  | Команда   | І  | В | Н | П  | МЗ | МП | РМ  | О  |
| -- | --------- | -- | - | - | -- | -- | -- | --- | -- |
| 1. | Німеччина | 10 | 7 | 1 | 2  | 24 | 9  | +15 | 22 |
| 2. | Польща    | 10 | 6 | 3 | 1  | 33 | 10 | +23 | 21 |
| 3. | Ірландія  | 10 | 5 | 3 | 2  | 19 | 7  | +12 | 18 |
| 4. | Шотландія | 10 | 4 | 3 | 3  | 22 | 12 | +10 | 15 |
| 5. | Грузія    | 10 | 3 | 0 | 7  | 10 | 16 | −6  | 9  |
| 6. | Гібралтар | 10 | 0 | 0 | 10 | 2  | 56 | −54 | 0  |

## Матчі
| 7 вересня 2014 18:00 (20:00 UTC+4) |

| Грузія         | 1 – 2           | Ірландія           |
| -------------- | --------------- | ------------------ |
| Окріашвілі 38' | Протокол(англ.) | Макгіді 23', 90+1' |

| Динамо Арена імені Бориса Пайчадзе, Тбілісі Глядачів: 22 000 Арбітр: Кевін Блом (Нідерланди) |

| 7 вересня 2014 20:45 (20:45 UTC+2) |

| Німеччина       | 2 – 1           | Шотландія |
| --------------- | --------------- | --------- |
| Мюллер 18', 70' | Протокол(англ.) | Анья 66'  |

| Вестфаленштадіон, Дортмунд Глядачів: 60 209 Арбітр: Свен Оддвар Моен (Норвегія) |

| 7 вересня 2014 20:45 (19:45 UTC+1) |

| Гібралтар | 0 – 7           | Польща                                                            |
| --------- | --------------- | ----------------------------------------------------------------- |
|           | Протокол(англ.) | Гросицький 11', 48' Левандовський 50', 53', 86', 90+2' Шукала 58' |

| Ештадіу Алгарве, Фару, Португалія Глядачів: 1 620 Арбітр: Стефан Йоганнесон (Швеція) |

| 11 жовтня 2014 18:00 (17:00 UTC+1) |

| Ірландія                                                            | 7 – 0           | Гібралтар |
| ------------------------------------------------------------------- | --------------- | --------- |
| Кін 6', 14', 18' (пен.) Макклін 46', 53' Перес 52' (аг) Хулахан 56' | Протокол(англ.) |           |

| Авіва, Дублін Глядачів: 35 123 Арбітр: Леонтіос Тратту (Кіпр) |

| 11 жовтня 2014 18:00 (17:00 UTC+1) |

| Шотландія        | 1 – 0           | Грузія |
| ---------------- | --------------- | ------ |
| Хубутія 28' (аг) | Протокол(англ.) |        |

| Айброкс, Глазго Глядачів: 48 000 Арбітр: Мірослав Зелінка (Чехія) |

| 11 жовтня 2014 20:45 (20:45 UTC+2) |

| Польща             | 2 – 0           | Німеччина |
| ------------------ | --------------- | --------- |
| Мілік 51' Міля 88' | Протокол(англ.) |           |

| Стадіон Народовий, Варшава Глядачів: 56 934 Арбітр: Педру Проенса (Португалія) |

| 14 жовтня 2014 20:45 (20:45 UTC+2) |

| Німеччина | 1 – 1           | Ірландія   |
| --------- | --------------- | ---------- |
| Кроос 71' | Протокол(англ.) | О'Ші 90+4' |

| Фельтінс-Арена, Гельзенкірхен Глядачів: 52 000 Арбітр: Дамир Скомина (Словенія) |

| 14 жовтня 2014 20:45 (19:45 UTC+1) |

| Гібралтар | 0 – 3           | Грузія                                  |
| --------- | --------------- | --------------------------------------- |
|           | Протокол(англ.) | Гелашвілі 9' Окріашвілі 19' Канкава 69' |

| Ештадіу Алгарве, Фару, Португалія Глядачів: 600 Арбітр: Гаральд Лехнер (Австрія) |

| 14 жовтня 2014 20:45 (20:45 UTC+2) |

| Польща                 | 2 – 2           | Шотландія              |
| ---------------------- | --------------- | ---------------------- |
| Мажинскі 11' Мілік 76' | Протокол(англ.) | Мелоні 18' Нейсміт 57' |

| Національний стадіон, Варшава Глядачів: 55 197 Арбітр: Альберто Ундіано Мальєнко (Іспанія) |

| 14 листопада 2014 18:00 (21:00 UTC+4) |

| Грузія | 0 – 4           | Польща                                      |
| ------ | --------------- | ------------------------------------------- |
|        | Протокол(англ.) | Глік 51' Крихов'як 71' Міла 73' Мілік 90+2' |

| Динамо Арена імені Бориса Пайчадзе, Тбілісі Глядачів: 18 000 Арбітр: Паоло Тальявенто (Італія) |

| 14 листопада 2014 20:45 (20:45 UTC+1) |

| Німеччина                                 | 4 – 0           | Гібралтар |
| ----------------------------------------- | --------------- | --------- |
| Мюллер 12', 29' Гетце 38' Сантос 67' (аг) | Протокол(англ.) |           |

| Франкенштадіон, Нюрнберг Глядачів: 44 380 Арбітр: Александру Тудор (Румунія) |

| 14 листопада 2014 20:45 (19:45 UTC±0) |

| Шотландія  | 1 – 0           | Ірландія |
| ---------- | --------------- | -------- |
| Мелоні 75' | Протокол(англ.) |          |

| Селтік Парк, Глазго Глядачів: 59 239 Арбітр: Милорад Мажич (Сербія) |

| 29 березня 2015 18:00 (20:00 UTC+4) |

| Грузія | 0 – 2           | Німеччина           |
| ------ | --------------- | ------------------- |
|        | Протокол(англ.) | Ройс 39' Мюллер 44' |

| Динамо Арена імені Бориса Пайчадзе, Тбілісі Глядачів: 51 000 Арбітр: Клеман Тюрпен (Франція) |

| 29 березня 2015 18:00 (17:00 UTC+1) |

| Шотландія                                                       | 6 – 1           | Гібралтар    |
| --------------------------------------------------------------- | --------------- | ------------ |
| Мелоні 18' (пен.), 34' (пен.) Флетчер 29', 77', 90' Нейсміт 39' | Протокол(англ.) | Каск'яро 19' |

| Гемпден-Парк, Глазго Глядачів: 34 255 Арбітр: Маттіас Гестраніус (Фінляндія) |

| 29 березня 2015 20:45 (19:45 UTC+1) |

| Ірландія   | 1 – 1           | Польща    |
| ---------- | --------------- | --------- |
| Лонг 90+1' | Протокол(англ.) | Пешко 26' |

| Авіва, Дублін Глядачів: 50 500 Арбітр: Йонас Ерікссон (Швеція) |

| 13 червня 2015 18:00 (18:00 UTC+2) |

| Польща                                   | 4 – 0           | Грузія |
| ---------------------------------------- | --------------- | ------ |
| Мілік 62' Левандовськи 89', 90+2', 90+3' | Протокол(англ.) |        |

| Стадіон Народовий, Варшава Глядачів: 56 512 Арбітр: Олексій Кульбаков (Білорусь) |

| 13 червня 2015 18:00 (17:00 UTC+1) |

| Ірландія    | 1 – 1           | Шотландія     |
| ----------- | --------------- | ------------- |
| Волтерс 38' | Протокол(англ.) | О'Ші 47' (аг) |

| Авіва, Дублін Арбітр: Нікола Ріццолі (Італія) |

| 13 червня 2015 20:45 (19:45 UTC+1) |

| Гібралтар | 0 – 7           | Німеччина                                                      |
| --------- | --------------- | -------------------------------------------------------------- |
|           | Протокол(англ.) | Шюррле 28', 65', 71' Крузе 47', 81' Гюндоган 51' Белларабі 57' |

| Ештадіу Алгарве, Фару, Португалія Арбітр: Клейтон Пісані (Мальта) |

| 4 вересня 2015 18:00 (20:00 UTC+4) |

| Грузія         | 1 – 0           | Шотландія |
| -------------- | --------------- | --------- |
| Казаішвілі 38' | Протокол(англ.) |           |

| Динамо Арена імені Бориса Пайчадзе, Тбілісі Арбітр: Овідіу Гацеган (Румунія) |

| 4 вересня 2015 20:45 (20:45 UTC+2) |

| Німеччина                 | 3 – 1           | Польща            |
| ------------------------- | --------------- | ----------------- |
| Мюллер 12' Гетце 19', 82' | Протокол(англ.) | Левандовський 37' |

| Коммерцбанк-Арена, Франкфурт-на-Майні Глядачів: 48 500 Арбітр: Нікола Ріццолі (Італія) |

| 4 вересня 2015 20:45 (19:45 UTC+1) |

| Гібралтар | 0 – 4           | Ірландія                                |
| --------- | --------------- | --------------------------------------- |
|           | Протокол(англ.) | Крісті 27' Кін 49', 51' (пен.) Лонг 79' |

| Ештадіу Алгарве, Фару, Португалія Арбітр: Маріо Страхоня (Хорватія) |

| 7 вересня 2015 20:45 (20:45 UTC+2) |

| Польща                                                                                       | 8 – 1           | Гібралтар   |
| -------------------------------------------------------------------------------------------- | --------------- | ----------- |
| Гросицький 8', 15' Левандовськи 18', 29' Мілік 56', 72' Блащиковськи 59' (пен.) Капустка 73' | Протокол(англ.) | Гослінг 87' |

| Стадіон Народовий, Варшава Арбітр: Гедімінас Мажейка (Литва) |

| 7 вересня 2015 20:45 (19:45 UTC+1) |

| Ірландія    | 1 – 0           | Грузія |
| ----------- | --------------- | ------ |
| Волтерс 69' | Протокол(англ.) |        |

| Авіва, Дублін Арбітр: Іштван Вад (Угорщина) |

| 7 вересня 2015 20:45 (19:45 UTC+1) |

| Шотландія                      | 2 – 3           | Німеччина                    |
| ------------------------------ | --------------- | ---------------------------- |
| Гуммельс 28' (аг) Макартур 43' | Протокол(англ.) | Мюллер 18', 34' Гюндоган 54' |

| Гемпден-Парк, Глазго Глядачів: 50 753 Арбітр: Бйорн Кейперс (Нідерланди) |

| 8 жовтня 2015 18:00 (20:00 UTC+4) |

| Грузія                                                | 4 – 0           | Гібралтар |
| ----------------------------------------------------- | --------------- | --------- |
| Вацадзе 30', 45' Окріашвілі 35' (пен.) Казаішвілі 87' | Протокол(англ.) |           |

| Динамо Арена імені Бориса Пайчадзе, Тбілісі Арбітр: Сергій Бойко (Україна) |

| 8 жовтня 2015 20:45 (19:45 UTC+1) |

| Ірландія | 1 – 0           | Німеччина |
| -------- | --------------- | --------- |
| Лонг 70' | Протокол(англ.) |           |

| Авіва, Дублін Арбітр: Карлос Веласко Карбальйо (Іспанія) |

| 8 жовтня 2015 20:45 (19:45 UTC+1) |

| Шотландія               | 2 – 2           | Польща                  |
| ----------------------- | --------------- | ----------------------- |
| Річі 45' С. Флетчер 62' | Протокол(англ.) | Левандовський 3', 90+4' |

| Гемпден-Парк, Глазго Арбітр: Віктор Кашшаї (Угорщина) |

| 11 жовтня 2015 20:45 (20:45 UTC+2) |

| Німеччина                   | 2 – 1           | Грузія      |
| --------------------------- | --------------- | ----------- |
| Мюллер 50' (пен.) Крузе 79' | Протокол(англ.) | Канкава 53' |

| Ред Булл Арена, Лейпциг Арбітр: Павел Краловець (Чехія) |

| 11 жовтня 2015 20:45 (19:45 UTC+1) |

| Гібралтар | 0 – 6           | Шотландія                                                 |
| --------- | --------------- | --------------------------------------------------------- |
|           | Протокол(англ.) | Мартін 25' Мелоні 39' Флетчер 52', 56', 85' Нейсміт 90+1' |

| Ештадіу Алгарве, Фару, Португалія Арбітр: Олексій Кульбаков (Білорусь) |

| 11 жовтня 2015 20:45 (20:45 UTC+2) |

| Польща                          | 2 – 1           | Ірландія           |
| ------------------------------- | --------------- | ------------------ |
| Крихов'як 13' Левандовський 42' | Протокол(англ.) | Волтерс 16' (пен.) |

| Стадіон Народовий, Варшава Арбітр: Джюнейт Чакир (Туреччина) |

## Тур за туром
| Команда / Тур | 01 | 02 | 03 | 04 | 05 | 06 | 07 | 08 | 09 | 10 |
| ------------- | -- | -- | -- | -- | -- | -- | -- | -- | -- | -- |
| Німеччина     | 3  | 4  | 4  | 2  | 2  | 2  | 1  | 1  | 1  | 1  |
| Польща        | 1  | 1  | 1  | 1  | 1  | 1  | 2  | 2  | 2  | 2  |
| Ірландія      | 2  | 2  | 2  | 4  | 4  | 4  | 3  | 3  | 3  | 3  |
| Шотландія     | 4  | 3  | 3  | 3  | 3  | 3  | 4  | 4  | 4  | 4  |
| Грузія        | 5  | 5  | 5  | 5  | 5  | 5  | 5  | 5  | 5  | 5  |
| Гібралтар     | 6  | 6  | 6  | 6  | 6  | 6  | 6  | 6  | 6  | 6  |

## Найкращі бомбардири
13 голів
- Роберт Левандовський

9 голів
- Томас Мюллер

7 голів
- Стівен Флетчер

6 голів
- Аркадіуш Мілік

5 голів
- Роббі Кін
- Шон Мелоні

4 голи
- Каміль Гросицький